# Mercury Marine
Mercury Marine ist ein Hersteller von Außenbordmotoren mit der Marke Mercury und Innenbordmotoren mit der Marke MerCruiser.

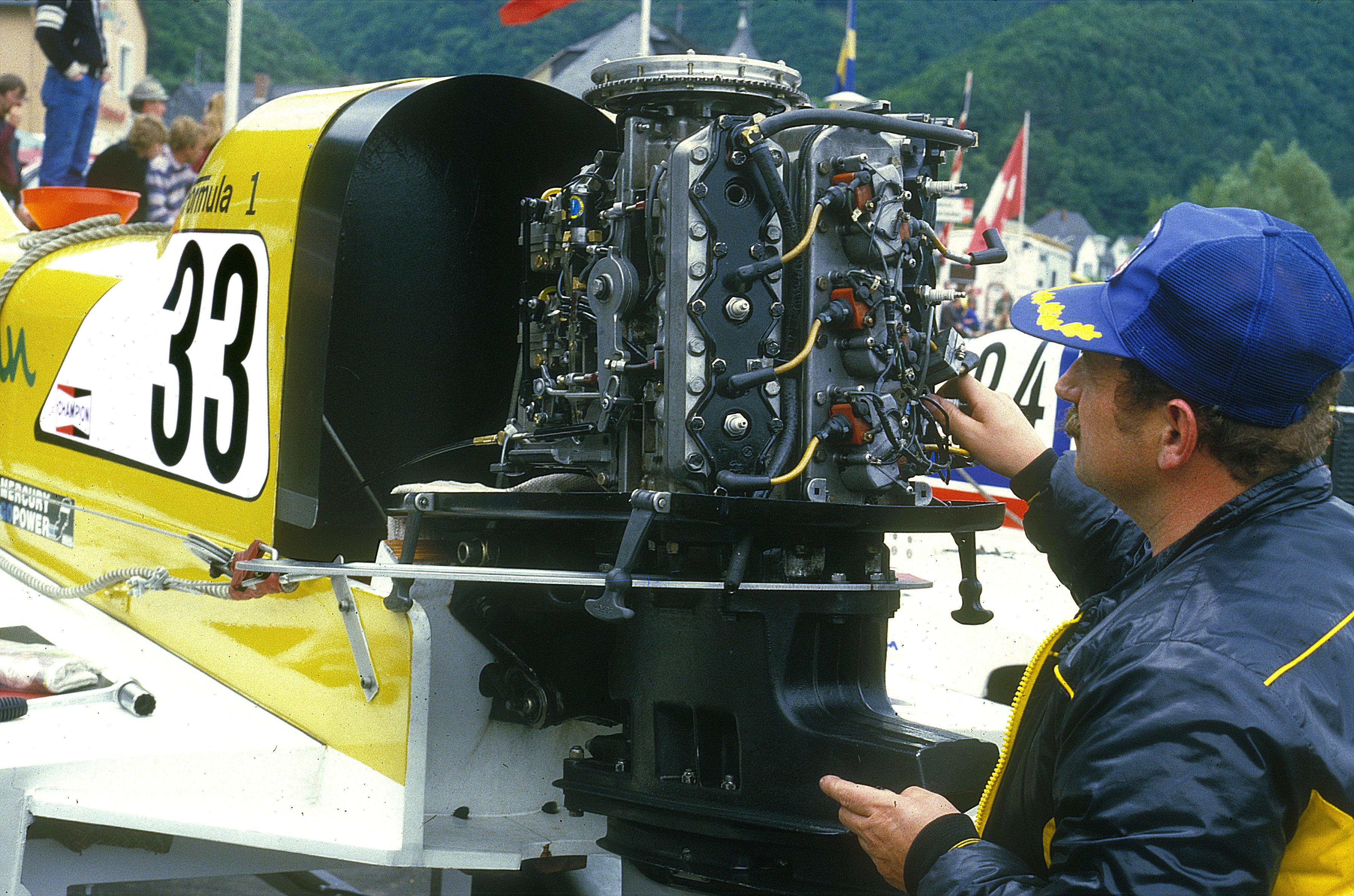
Mercury-6-Zylinder-Zweitaktmotor 1984 in Brodenbach

## Firmengeschichte
Das Unternehmen wurde 1939 gegründet und ist heute eine Tochtergesellschaft der Brunswick Corporation (USA). Benannt wurde es von seinem Gründer Carl Kiekhaefer nach dem römischen Götterboten Mercurius (engl. Mercury).
Während des Zweiten Weltkrieges produzierte das Unternehmen auch Zwei-Mann-Motorsägen und wurde zum größten Hersteller. Mercury Marine ist heute ein führender Hersteller von Bootsmotoren.

## Außenbordmotoren

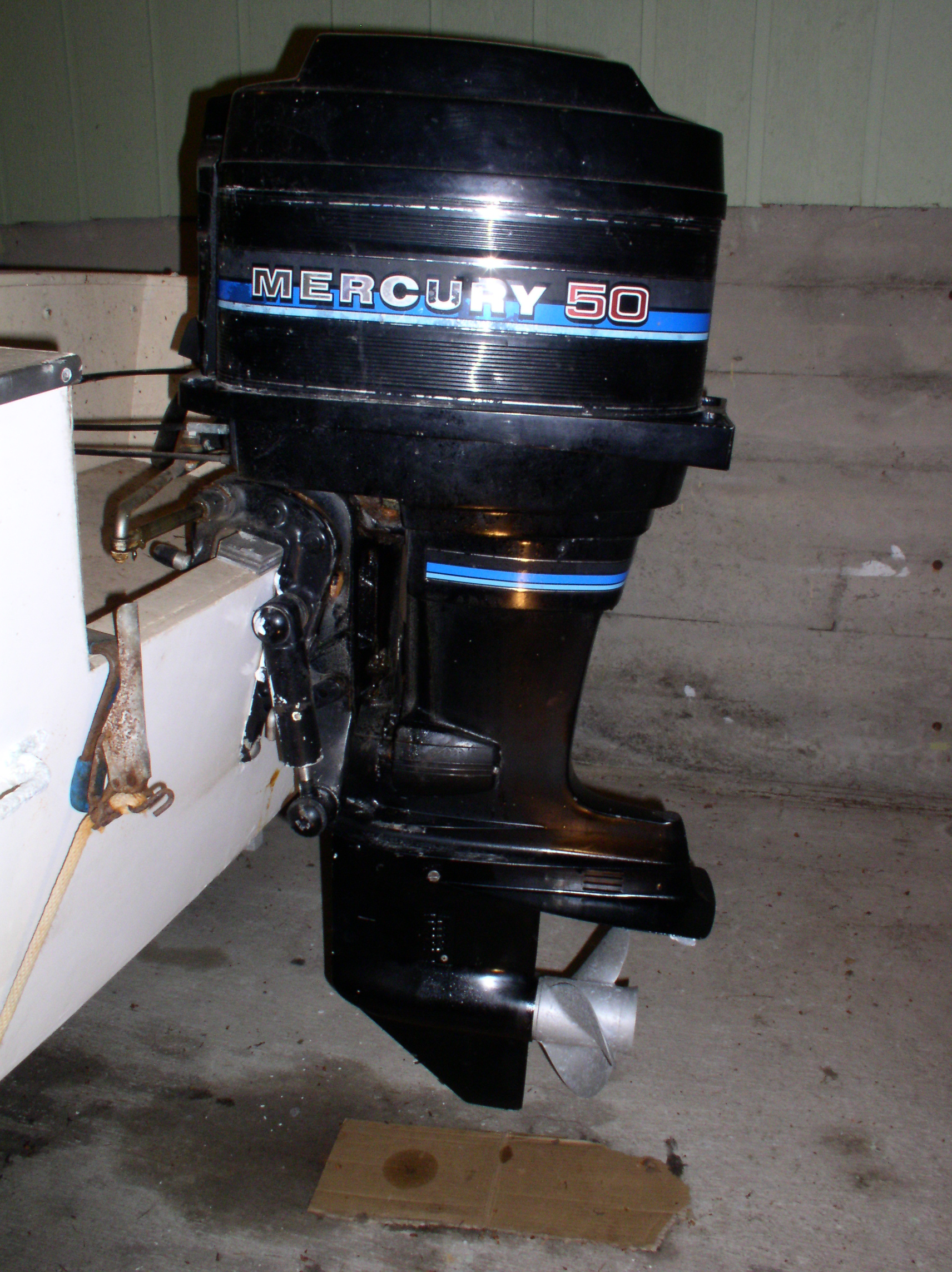
Mercury Außenbordmotor (mobil, 50 PS, circa 1980)

Nach den Regeln der „EPA“ und der „Sportbootrichtlinie“ müssen neue Bootsmotoren u. a. bestimmte Abgasgrenzwerte einhalten. Dies ist mit herkömmlicher Vergaser-Technik bei Zweitaktmotoren nicht möglich. Mercury stellt sowohl Zweitaktmotoren mit Benzineinspritzung (EFI) als auch Viertaktmotoren her.

### Motorenprogramm 2009
- 1-Zylinder-Motoren (Viertakt) mit 1,9/2,6/2,9/3,7/4,9 kW (2,5/3,5/4/5/6 PS)
- 2-Zylinder-Reihenmotoren (Viertakt) mit 5,9/7,3/11,1/14,9 kW (8/9,9/15/20 PS)
- 3-Zylinder-Reihenmotoren (Viertakt) mit 18,6/23,4 kW (25/30 PS)
- 3-Zylinder-Reihenmotoren (Zweitakt) mit 55,2/66,2/84,6 kW (75/90/115 PS)
- 4-Zylinder-Reihenmotoren (Viertakt) mit 30/37/44/56/67/86/101/112/130/149 kW (40/50/60/75/90/115/135/150/175/200 PS)
- 6-Zylinder-V-Motoren (60°) (Zweitakt) mit 130/147/168/187/224 kW (175/200/225/250/300 PS)
- 6-Zylinder-Reihenmotoren (Viertakt) mit 149/168/186/205/263 kW (200/225/250/275/350 PS)

Im Formel-1-Motorbootrennsport wird der 2,5 Liter Zweitaktmotor eingesetzt.

## Innenbordmotoren

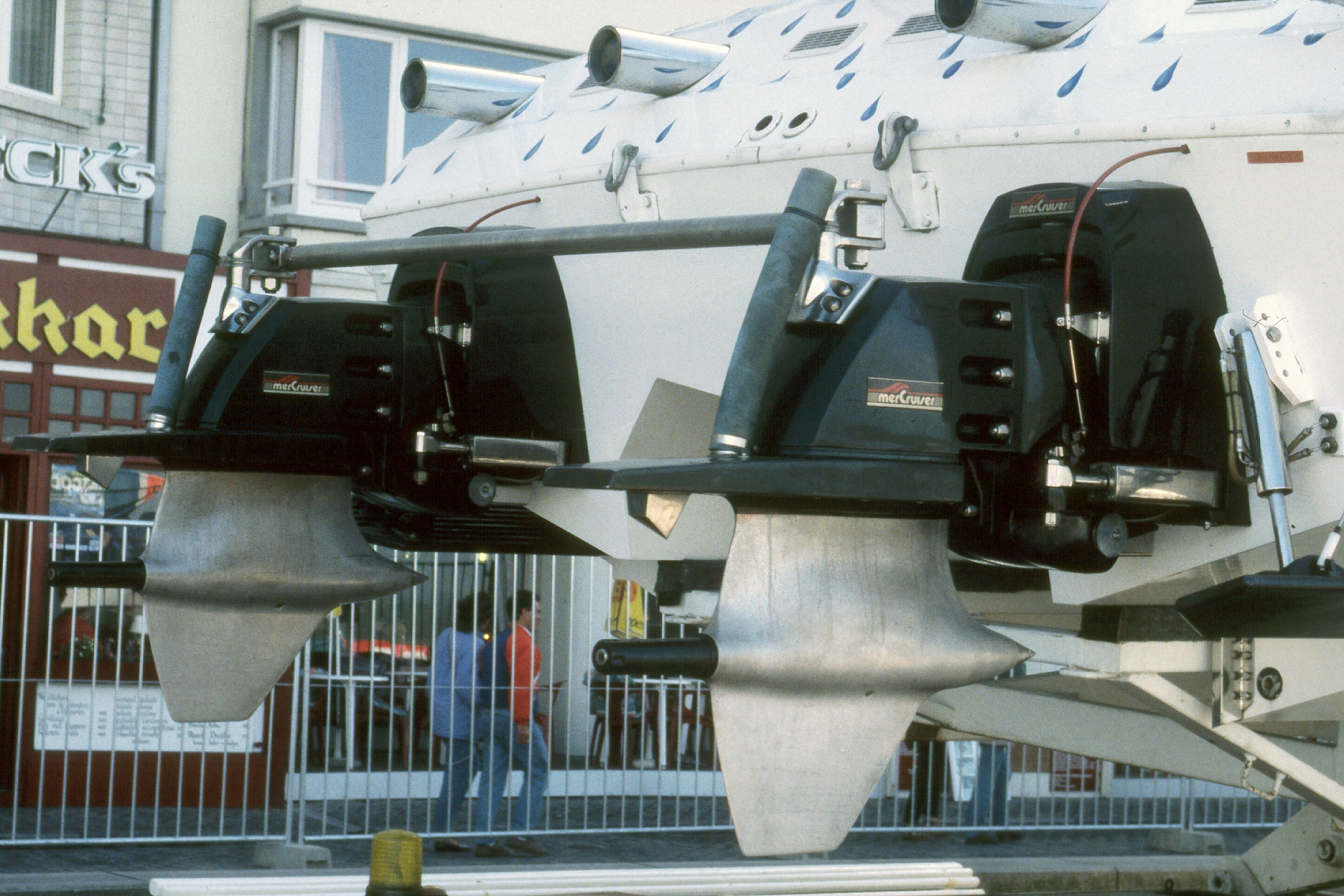
MerCruiser Z-Antriebe

MerCruiser bietet sowohl Innenbordmotoren als auch Z-Antriebe (Markenname: Sterndrive) an.

### Motorenprogramm 2009
- 4-Zylinder-Reihenmotoren (Benzin) mit 101 kW (135 PS)
- 6-Zylinder-V-Motoren (Benzin) mit 142/164 kW (190/220 PS)
- 8-Zylinder-V-Motoren (Benzin) mit 164 bis 895 kW (220 bis 1200 PS)

Seit Mai 2012 vertreibt Mercury Marine in einer exklusiven Partnerschaft mit Volkswagen die SDI- und TDI-Bootsmotoren von Volkswagen weltweit.